# I-63 (tàu ngầm Nhật)
I-63 là một tàu ngầm tuần dương  Lớp Kaidai thuộc lớp phụ IIIB nhập biên chế cùng Hải quân Đế quốc Nhật Bản vào năm 1928. Nó bị mất sau tai nạn va chạm khi bị tàu ngầm chị em I-60 húc phải vào ngày 2 tháng 2, 1939, khiến 81 thành viên thủy thủ đoàn thiệt mạng. Xác tàu đắm được trục vớt và tháo dỡ vào năm 1940.

## Thiết kế và chế tạo

### Thiết kế
Phân lớp tàu ngầm Kaidai IIIB là sự lặp lại thiết kế của phân lớp Kaidai IIIA dẫn trước, chỉ có những cải tiến nhỏ để giúp đi biển tốt hơn. Chúng có trọng lượng choán nước 1.800 tấn Anh (1.829 t) khi nổi và 2.300 tấn Anh (2.337 t) khi lặn, lườn tàu có chiều dài 101 m (331 ft 4 in), mạn tàu rộng 8 m (26 ft 3 in) và mớn nước sâu 4,90 m (16 ft 1 in). Con tàu có thể lặn sâu 60 m (197 ft) và có một thủy thủ đoàn đầy đủ bao gồm 60 sĩ quan và thủy thủ.
Chiếc tàu ngầm trang bị hai động cơ diesel 3.400 mã lực phanh (2.535 kW), mỗi chiếc vận hành một trục chân vịt. Khi lặn, mỗi trục được vận hành bởi một động cơ điện 900 mã lực (671 kW). Con tàu có thể đạt tốc độ tối đa 20 hải lý trên giờ (37 km/h; 23 mph) khi nổi và 8 hải lý trên giờ (15 km/h; 9,2 mph)khi lặn. Khi Kaidai IIIB di chuyển trên mặt nước nó đạt tầm xa hoạt động 10.000 hải lý (19.000 km; 12.000 mi) ở tốc độ 10 hải lý trên giờ (19 km/h; 12 mph), và có thể lặn xa 90 nmi (170 km; 100 mi) ở tốc độ 3 hải lý trên giờ (5,6 km/h; 3,5 mph).
Lớp Kaidai IIIA có tám ống phóng ngư lôi 53,3 cm (21,0 in), gồm sáu ống trước mũi và hai ống phía đuôi; mỗi ống mang theo một quả ngư lôi nạp lại, nên mang tổng cộng 16 ngư lôi. Chúng cũng trang bị một 120 mm (4,7 in)/45 caliber trên boong tàu.

### Chế tạo
I-63 được đặt lườn tại Xưởng vũ khí Hải quân Sasebo ở Sasebo vào ngày 12 tháng 8, 1926. Nó được hạ thủy vào ngày 28 tháng 9, 1927,< rồi hoàn tất và nhập biên chế vào ngày 20 tháng 12, 1928. ref name=IJN/>

## Lịch sử hoạt động

### 1928 – 1938
Vào ngày nhập biên chế, I-63 được phân về Quân khu Hải quân Sasebo, rồi cùng tàu chị em I-60 gia nhập Đội tàu ngầm 28 vừa mới được thành lập cùng ngày hôm đó. Đội tàu ngầm 28 được điều về Quân khu Hải quân Sasebo vào ngày 24 tháng 12, 1929, rồi được bố trí vào Hải đội Tàu ngầm 2 trực thuộc Đệ Nhị hạm đội, thuộc thành phần Hạm đội Liên hợp, vào ngày 1 tháng 12, 1930. Đơn vị được chuyển sang Hải đội Tàu ngầm 1 trực thuộc Đệ Nhất hạm đội, cùng thuộc Hạm đội Liên hợp vào ngày 1 tháng 12, 1932, rồi sang Đội phòng vệ Sasebo trực thuộc Quân khu Hải quân Sasebo vào ngày 15 tháng 11, 1933. Đến ngày 20 tháng 3, 1934, I-63 được cho xuất biên chế và đưa về thành phần dự bị. Trong thời gian này Đội tàu ngầm 28 được điều sang Hải đội phòng vệ Sasebo vào ngày 11 tháng 12, 1933.
Đội tàu ngầm 28 được điều trở lại Hải đội Tàu ngầm 2 trực thuộc Đệ Nhị hạm đội vào ngày 15 tháng 11, 1934 và đồng thời I-63 được tái biên chế trở lại. Vào ngày 7 tháng 2, 1935, I-63 khởi hành từ Sasebo cùng tám tàu ngầm khác thuộc Hải đội Tàu ngầm 2: I-53, I-54, I-55, I-59, I-60, I-61, I-62 và I-64, cho chuyến đi huấn luyện tại khu vực quần đảo Kuril. Chuyến đi kết thúc khi họ đến vịnh Sukumo, Shikoku vào ngày 25 tháng 2, 1935. Chín chiếc tàu ngầm đã rời Sasebo vào ngày 29 tháng 3, 1935 để huấn luyện tại vùng biển Trung Quốc, và quay trở lại Sasebo vào ngày 4 tháng 4, 1935.  Đội tàu ngầm 28 được điều sang Hải đội Tàu ngầm 1 trực thuộc Đệ Nhất hạm đội vào ngày 15 tháng 11, 1935.
Vào ngày 27 tháng 3, 1937, nó cùng I-59 và I-60 khởi hành từ Sasebo cho một chuyến đi huấn luyện tại khu vực Thanh Đảo, Trung Quốc, và khi kết thúc đã quay trở về vịnh Ariake vào ngày 6 tháng 4. Đội tàu ngầm 28 được điều động sang Hải đội Phòng vệ Sasebo thuộc Quân khu Hải quân Sasebo vào ngày 1 tháng 12, 1937, rồi quay trở lại cùng Hải đội Tàu ngầm 1 trực thuộc Đệ Nhất hạm đội vào ngày 15 tháng 12, 1938.

### Bị mất
Vào tháng 1, 1939, I-60 cùng các tàu ngầm khác thuộc Hải đội Tàu ngầm 1 lên đường để tập trận hạm đội. Vào sáng sớm ngày 2 tháng 2, các con tàu đi đến vị trí chỉ định để tấn công mô phỏng các hạm tàu nổi cùng tham gia cuộc tập trận. Tàu ngầm I-63 đi đến eo biển Bungo ngoài khơi Kyūshū khoảng 60 nmi (110 km) về phía Tây Bắc hải đăng Mizunokojima lúc khoảng 04 giờ 30. Nó tắt hết động cơ diesel và thả trôi tự do, chờ đến lúc bình minh với các đèn hoa tiêu bật sáng. I-60, di chuyển trên mặt biển với tốc độ 12 kn (22 km/h), vô tình đi nhầm vào khu vực của I-63 do lỗi hoa tiêu. Lúc khoảng 05 giờ 00, sĩ quan trực của I-60 nhìn thấy hai đèn hoa tiêu trắng của I-63 nhưng nhận định nhầm là của hai tàu đánh cá ở gần nhau, nên quyết định đi xuyên giữa hai tàu đánh cá, vô tình để I-60 đâm thẳng vào mạn I-63. Khi sĩ quan trực của I-60 nhận ra I-63, hai con tàu chỉ còn cách nhau 220 yd (200 m); ông ra lệnh bẻ hết lái để cố tránh va chạm. Trong khi đó, hạm trưởng của I-63 cũng nhận ra nguy cơ bị đâm, nên ra lệnh đi hết tốc độ và ra lệnh đóng kín mọi ngăn kín nước.
Khi hai chiếc tàu ngầm nhận ra nhau, đã quá trễ để có thể tránh va chạm, và I-60 đã húc vào I-63. Vụ va chạm xé một lổ hổng trên thùng dằn bên mạn phải và ngập nước ngăn động cơ phụ trợ. I-63 đắm trong vòng vài phút ở độ sâu 320 foot (98 m), 81 thành viên thủy thủ đoàn đã thiệt mạng trong tai nạn. I-60 bị hỏng thùng dằn phía mũi tàu. Nó giải cứu được hạm trưởng cùng sáu thủy thủ của I-63. Ủy ban điều tra kết luận rằng lỗi hoa tiêu của I-60 đã đưa đến tai nạn, và con tàu đã không thực hiện quy trình quan sát đầy đủ cũng như quản lý sĩ quan trực chưa phù hợp. Mặc dù không có mặt trên cầu tàu vào lúc xảy ra tai nạn, hạm trường của I-60 đã nhận hết mọi trách nhiệm về mình, và tòa án quân sự quyết định tạm thời cách chức hạm trưởng cũng như trì hoãn việc thăng cấp từ thiếu tá lên trung tá đối với ông.
Xác tàu đắm của I-63 được trục vớt vào tháng 1, 1940 và tháo dỡ tại Kure.  Tên nó được cho rút khỏi danh sách đăng bạ vào ngày 1 tháng 6, 1940.